# Helnæs
Helnæs ist eine Halbinsel in Dänemark an der Westseite der Insel Fünen im Kleinen Belt, die durch einen 2,8 km langen, schmalen Damm, den Langøre, mit Agernæs und Westfünen verbunden ist. Helnæs liegt an der Westküste etwa 20 km südlich der Stadt Assens und ist Teil der Kommune Assens.

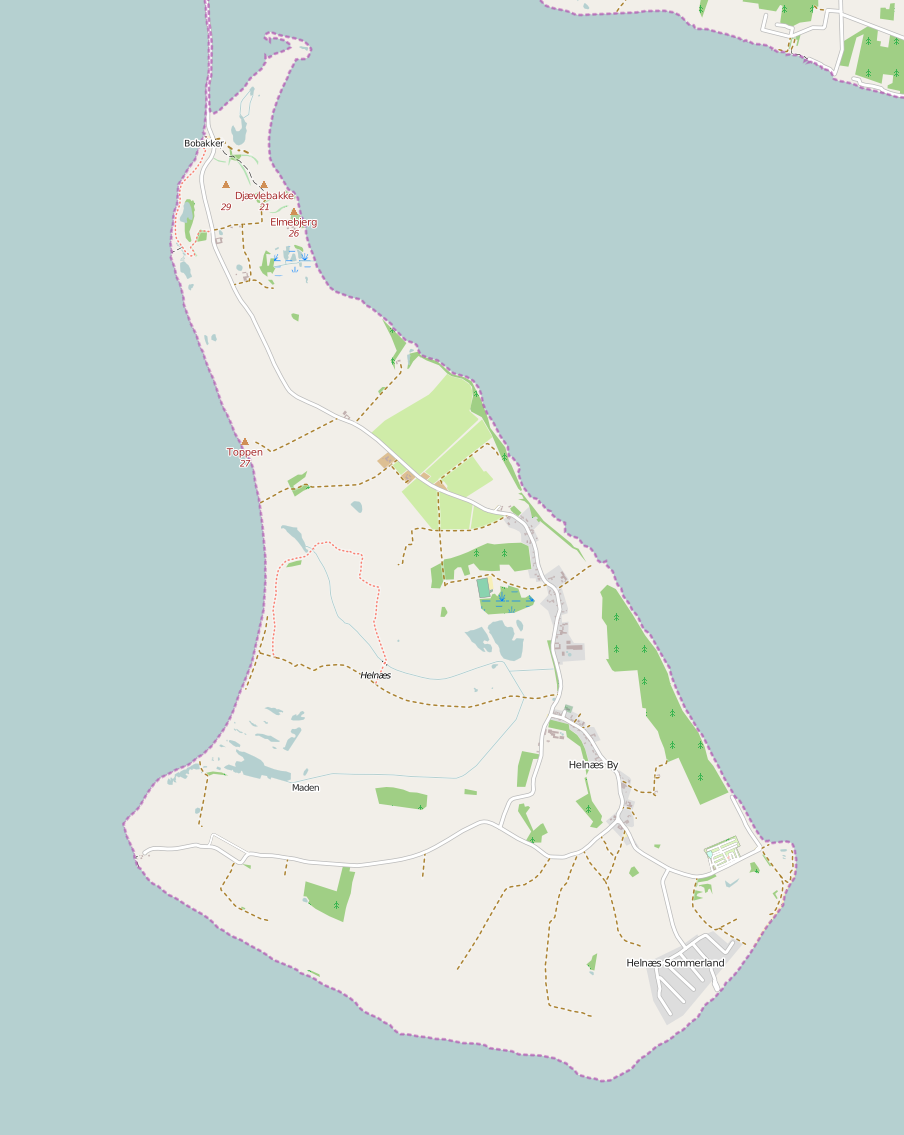
Helnæs

## Besiedlung
Helnæs ist seit der Steinzeit bewohnt und deshalb reich an vorgeschichtlichen Zeugnissen, wie die Dolmen auf den Hügeln südlich von Maden und im Helnæsskov. Der Name taucht 1231 erstmals in der Geschriftschreibung als Hælghænæs auf, was so viel wie „heilige Landzunge“ bedeutet.
Helnæs By in der Inselmitte ist der einzige Ort der Halbinsel. Das Gebiet hat einige Herrensitze (Wedellsborg, Schloss Krengerup, Brahesborg und Schloss Hagenskov).

## Natur und Landschaft
Die höchste Erhebung der Halbinsel beträgt 30 m. Es gibt drei Naturschutzgebiete: Bobakkerne, Helnæs Made und Feddet. Bobakkerne liegt ganz im Norden als großer Wald unmittelbar hinter dem Deich. Westlich von Helnæs By liegt Helnæs Made, ein großes, unter Naturschutz stehendes Strand- und Wiesengebiet mit Stelz- und Raubvögeln sowie Orchideen. Es ist aus einer verlandeten Meeresbucht entstanden, von der ein erst 1997 wieder erschaffener See übrig blieb. Auf der Ostseite von Helnæs By befinden sich Waldgebiete mit reichem Tierleben.

## Wirtschaft und Tourismus
Auf der Halbinsel befinden sich ein Antiquitätenladen und mehrere Galerien. Bei Ebberup, 14 km von Helnæs By entfernt, befindet sich Hviids Garten, ein großer japanisch inspirierter Garten mit einem See, Anordnungen aus Stein, Skulpturen aus Granit und Bonsais. Dort liegt außerdem die mittelalterliche Burg Hagenskov. Bei Linde Hoved liegt der 28 m hohe quadratische Leuchtturm Helnæs Fyr.
Im Südosten der Insel liegt ein Campingplatz, der ganzjährig geöffnet ist.
Die Gemarkung Feddet verfügt über einen schönen Strand. Außerdem ist die Halbinsel ein beliebtes Ferienziel für Angler.
Helnæs wurde 2010 zum Dorf des Jahres der Kommune Assens gewählt.

## Galerie

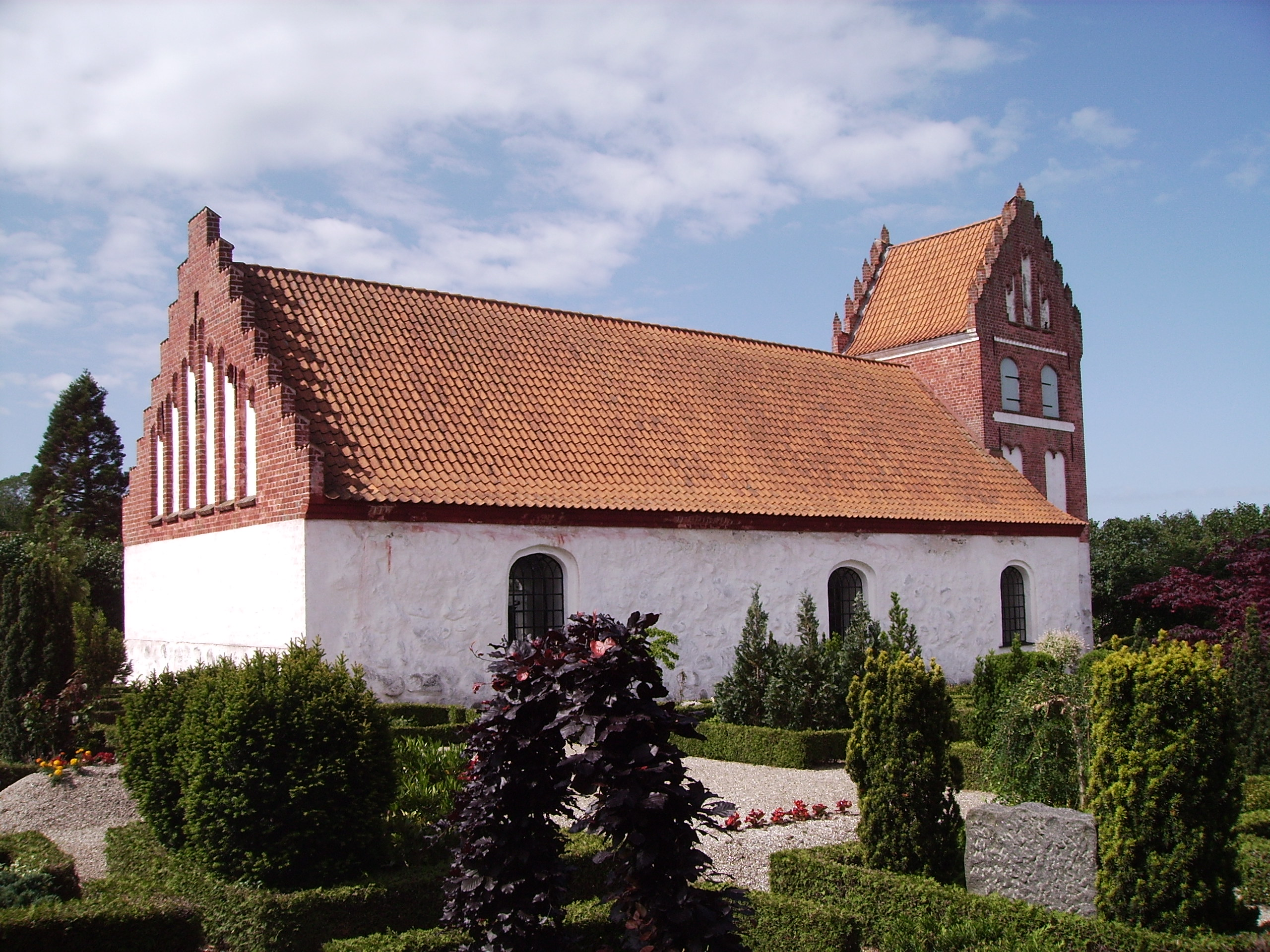
Kirche im Hauptort
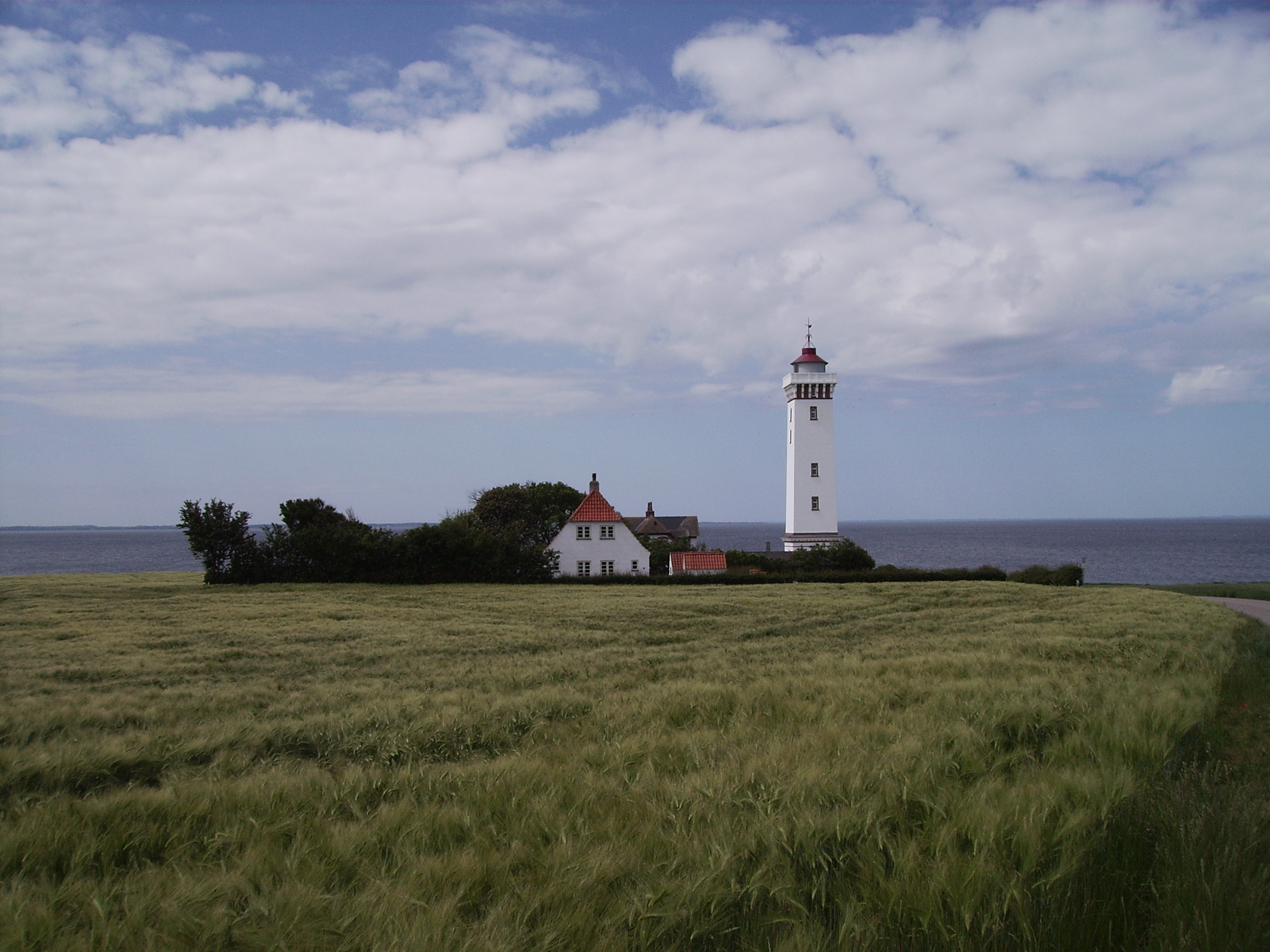
Der Leuchtturm Helnæs Fyr
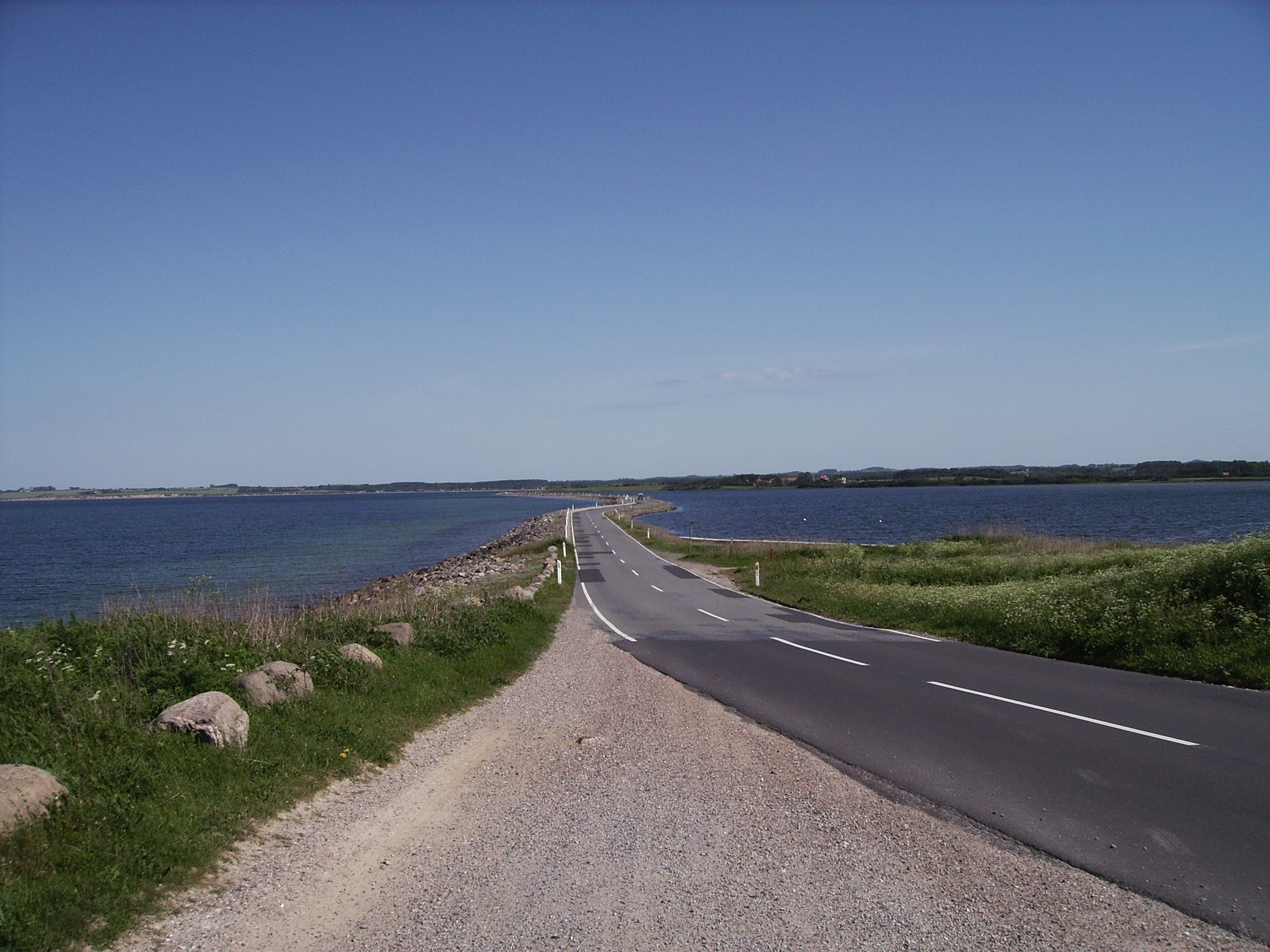
Der Damm von Helnæs nach Fünen